# Les Chenaux
Les Chenaux – regionalna gmina hrabstwa (MRC) w regionie administracyjnym Mauricie prowincji Quebec, w Kanadzie. Stolicą jest miejscowość Saint-Luc-de-Vincennes. Składa się z 10 gmin: 5 gmin (municipalités) i 5 parafii.
Les Chenaux ma 17 865 mieszkańców. Język francuski jest językiem ojczystym dla 98,5%, angielski dla 0,7% mieszkańców (2011).